# Lass die Frau, die dich liebt, niemals weinen
Lass die Frau, die dich liebt, niemals weinen ist ein Schlager aus der Feder von Friedrich Schröder und Hans Fritz Beckmann, der 1937 von Rudi Schuricke veröffentlicht wurde.

## Liedtext
Ein Mann solle die Frau, die ihn liebe, niemals weinen lassen – denn sie würde aus Liebe zu ihm weinen. Er solle immer zärtlich zu ihr sein, ihr verzeihen und sie nie kränken. Würde der Mann sie weinen lassen, dann würde er „eines Tages um sie weinen“ müssen.

## Veröffentlichung
Rudi Schuricke veröffentlichte das Lied über das Plattenlabel Imperial (17 184) im Jahr 1937. Auf der A-Seite der Single befand sich das Lied Eine Frau wird erst schön durch die Liebe von Michael Gesell und Theo Mackeben.

## Coverversionen (Auswahl)
- Bernard Etté & sein Orchester & Rudi Schuricke (1938)
- Eugen Wolff mit seinem Tanz-Orchester & Die Metropol-Vokalisten (1938)
- Gloria-Tanz-Orchester & Wilfried Sommer (1938)
- Hans Bund & sein Tanzorchester (1938)
- Kurt Widmann und sein Tanzorchester & Paul Dorn (1938)
- Orchester Ludwig Rüth mit Refraingesang, Leitung: Hans Carste (1938)
- Peter Kreuder mit seinen Tanz-Rhythmikern & Eric Helgar (1938)
- Walter Raatzke mit seinem Orchester & Max Mensing (1938)
- Will’s Akkordeon-Meisterorchester (1939)
- Heinz Becker mit seinem Bar-Quintett & Heinrich Riethmüller (Medley, Was jeder gerne hört – I 1949)
- Roy Black (1969)
- Rotorfon (2004)